# Bali Coulibaly
Bali Coulibaly (Abidjan, 3 luglio 1995) è un cestista ivoriano.

## Carriera
Con la Costa d'Avorio ha disputato i Campionati mondiali del 2019.